# Pagurus leptonyx
Pagurus leptonyx is een tienpotigensoort uit de familie van de Paguridae. De wetenschappelijke naam van de soort is voor het eerst geldig gepubliceerd in 1968 door Forest & de Saiint Laurent.